# باشگاه فوتبال خیمکی
باشگاه فوتبال خیمکی (روسی: ФК Химки) یک باشگاه فوتبال در شهر خیمکیدر کشور روسیه است. این باشگاه در لیگ ملی فوتبال روسیه بازی می‌کند. این باشگاه در سال ۱۹۹۷ تأسیس شده‌است. SK Rodina محل برگزاری بازی‌های خانگی این باشگاه است.